# Csanádapáca
Csanádapáca község Békés vármegye Orosházi járásában.

## Fekvése
Csanádapáca Békés vármegye déli részén fekszik. Belterületének alaprajza csaknem pontosan rombusz alakot formáz, észak-déli irányú széles főutcájára három sor utca van felfűzve. Békéscsabától 25 kilométerre, Orosházától pedig 20 kilométerre található. Belterülete 378 hektár, külterülete 4753 hektár.
Szomszédai: észak felől Gerendás, északkelet felől Csabaszabadi, kelet felől Medgyesbodzás, délkelet felől Nagybánhegyes, dél felől Kaszaper, nyugat felől pedig Pusztaföldvár.

### Megközelítése
A megyeszékhely, Békéscsaba felől a 4432-es úton érhető el, Orosháza, illetve Lőkösháza felől a két települést összekötő 4429-es úton közelíthető meg, északi szomszédja, Gerendás felől pedig a 4453-as út vezet Csanádapácára. Dombegyház(-Kisvarjaspuszta-Arad) irányába a déli határában indul a 4439-es út.
Békéscsabáról és Orosházáról autóbuszok is járnak a településre.

## Története
Már az őskorban is lakott volt e terület. Az egykor vizenyős, mocsaras síkságból kiemelkedő hordalékkúpokat használták fel lakóhelyül elődeink. Az ásatások során jelentős bronzkori leletek kerültek elő, melyek egy részét ma a Hadtörténeti Intézet és Múzeum őrzi. Csanádapáca a történelem folyamán többször elpusztult, de mégis fennmaradt. A honfoglalás korában kialakult első település alig 250 esztendeig virágzott, amikor tatár hordák felperzselték 1241-ben, sírmezővé változtatva egész Békés vármegyét.
Sokáig nem akadt ember, aki letelepedett volna ezen a tájon. Csak a 14. század elején építették újjá Apáca községet, de nem a korábbi nehezen védhető sík területen, hanem – okulva elődeik sorsán – a mai falutól északra fekvő, nagyobb biztonságot nyújtó kiemelkedéseken, halmokon.
Ez a település már templommal is rendelkezett, melynek falai még a 19. század elején is állottak. A templomot a jelenlegi község első lakói hordták szét építőanyagnak. Ez a szépen fejlődő falu jelentős szerephez juthatott volna a későbbiekben, hiszen 25 portájával alig maradt el az akkor 29 házat számláló Békéscsabától.
1596-ban azonban a Győrből rabolva, fosztogatva Temesvár felé vonuló török hadak kíméletlenül elpusztították az egyébként már évtizedek óta nekik is adózó apácai lakosságot, hogy azután 225 évre ismét lakatlanná váljon e vidék.
Ez a hatalmas kiterjedésű pusztaság a török kiűzése után a kincstár birtokába került, és hosszabb, rövidebb időszakokra bérbe adták, elsősorban állattenyésztés céljára. A jelenlegi község tulajdonképpeni őslakói a szálláshelyeken élő és az állatok gondozásával megbízott cselédek voltak.
1748-ban az ország nádora Csanád vármegyéhez csatolta Apáca pusztát, Békés vármegye tiltakozása ellenére.
1821-ben egy Hengelmüller Mihály nevű bátor és okos vállalkozó bérelte a kincstártól a területet. Rájött, hogy milyen érték lakozik az eddig csak kaszálónak és legelőnek használt apácai földben, és a nagy haszonnal kecsegtető dohánytermesztéssel próbálkozott meg. Hívó szavára megindultak a telepesek az ország minden tájáról. Legtöbben Csongrád, Arad, Nógrád és Heves vármegyékből. Így épült fel a község első két utcája, a mai Petőfi és Széchenyi utca. A feltöretlen legelőkön hamarosan jól megművelt dohányföldek sorakoztak. A Hengelmüllerrel kötött szerződés értelmében a telepeseknek 5 hold dohányt kellett termelniük, melynek felét tartoztak leadni. Bár a község 1821 óta létezett, hivatalosan 1836-ban került bejegyzésre Nagy Apácza Kertész Község néven.
Az 1848-1849-es szabadságharc szele Apácán is végigsöpört. Kossuth Lajos kormányzó személyes közbenjárása sem tudta kielégíteni a község földosztást szorgalmazó jogos igényeit, mégis 25-en álltak be önkéntesen a honvédseregbe, a nemzetőrség létszáma pedig 88 fő volt.
Régi vágya volt a lakosoknak, hogy saját templomuk és iskolájuk legyen. A tervek megvalósulása a szabadságharc miatt késett. A kincstár hallani sem akart szándékainkról, így a község vezetői személyesen az uralkodóhoz, Ferencz József császárhoz fordultak jogorvoslatért, aki 2000 ezüst forinttal járult hozzá a csaknem 30000 forintot kitevő költségekhez. Végül saját erőből építették fel első iskolájukat 1857-ben, templomukat 1859-ben.
1908-ban a belügyminiszter Apácza község nevét – valószínűleg saját kérésre – Csanádapáczára változtatta.
1927-ben már több, mint 5000 volt a lélekszám, és a nagyközségi címet is birtokolta.
A második világháború idején a helybeli zsidóság munkaképes férfi tagjait munkaszolgálatra hívták be, az itthonmaradottakat 1944 májusában előbb a magyarbánhegyesi gyűjtőtáborba, majd Békéscsabára, onnan pedig Auschwitzba ill. Ausztriába deportálták. A holokausztot a 25 apácai zsidó közül négyen élték túl.

## Közélete

### Polgármesterei
- 1990–1994: Mórocz László (független)[3]
- 1994–1998: Mórocz László (független)[4]
- 1998–2002: Mórocz László (független)[5]
- 2002–2006: Mórocz László (független)[6]
- 2006–2010: Fodor József (Fidesz-KDNP)[7]
- 2010–2014: Oláh Kálmán (független)[8]
- 2014–2019: Oláh Kálmán (Fidesz-KDNP)[9]
- 2019–2024: Oláh Kálmán (Fidesz-KDNP)[10]
- 2024– : Mórocz Ildikó (független)[1]

## Népesség
A település népességének változása:
| Lakosok száma | 2599 | 2563 | 2527 | 2328 | 2331 | 2334 | 2324 |
|               | 2013 | 2014 | 2015 | 2021 | 2022 | 2023 | 2024 |

A 2011-es népszámlálás során a lakosok 84,5%-a magyarnak, 0,7% cigánynak, 0,2% németnek, 0,3% románnak, 0,3% szlováknak mondta magát (15,4% nem nyilatkozott; a kettős identitások miatt a végösszeg nagyobb lehet 100%-nál). A vallási megoszlás a következő volt: római katolikus 50%, református 1,7%, evangélikus 5,8%, görögkatolikus 0,2%, felekezeten kívüli 14,9% (26,5% nem nyilatkozott).
2022-ben a lakosság 88,6%-a vallotta magát magyarnak, 0,4% szlováknak, 0,3% cigánynak, 0,2% németnek, 0,1% románnak, 1,3% egyéb, nem hazai nemzetiségűnek (11,4% nem nyilatkozott; a kettős identitások miatt a végösszeg nagyobb lehet 100%-nál). Vallásuk szerint 35,8% volt római katolikus, 4,3% evangélikus, 1,2% református, 0,5% görög katolikus, 0,1% ortodox, 0,3% egyéb keresztény, 1,1% egyéb katolikus, 14,5% felekezeten kívüli (41,8% nem válaszolt).

## Látnivalók
- Római katolikus templom
- Zsidó temető, a római katolikus temető sarkában

## Híres szülöttei
- Urbán Gábor, zenetanár, zeneszerző (1901–1984)